# Palazzo Francesconi-Mocenni
Palazzo Francesconi-Mocenni è un edificio storico di Siena, situato in piazza Antonio Gramsci all'angolo con via del Cavallerizzo.

## Storia
Il palazzo fu commissionato da Bernardino Francesconi (1482-1557) all'architetto Baldassarre Peruzzi nella prima metà del XVI secolo, in un'area che andrà incontro in quel periodo ad alcune sistemazioni urbanistiche, soprattutto dopo la demolizione del tratto di mura tra San Domenico e Fontegiusta e la realizzazione della Fortezza medicea. La costruzione del palazzo è collocata tra il 1520 e il 1527.
Il palazzo rimase incompiuto dopo l'allontanamento di Peruzzi per altre commissioni, e ulteriori sistemazioni furono realizzate dall'allievo Pietro Cataneo, che in un lodo del 6 novembre 1562 appare come arbitro e stimatore dei lavori.
Estintasi la famiglia Francesconi senza eredi nel 1782, il palazzo fu acquistato all'asta dai Mocenni, che ne rimasero proprietari fino alla fine del XIX secolo. Nel 1890 il palazzo fu ceduto alla famiglia del farmacista Elia di Raffaello Coli e la moglie Zulmira Bizzarrini.
L'edificio è stato in seguito trasformato in una residenza d'epoca di lusso, nota come "Palazzo Coli-Bizzarrini".